# Смолин, Николай Васильевич
Никола́й Васи́льевич Смо́лин (1914—1982) — советский дипломат.

## Биография
Член ВКП(б).
- В 1946—1950 годах — сотрудник центрального аппарата МИД СССР.
- В 1950—1954 годах — сотрудник миссии СССР в Швейцарии.
- В 1954—1956 годах — сотрудник центрального аппарата МИД СССР.
- В 1956—1957 годах — сотрудник посольства СССР во Франции.
- В 1957—1960 годах — советник посольства СССР в Камбодже.
- В 1960—1962 годах — на ответственной работе в центральном аппарате МИД СССР.
- В 1962—1966 годах — советник посольства СССР в Тунисе.
- С 19 февраля 1966 по 23 ноября 1970 года — чрезвычайный и полномочный посол СССР в Того.

## Дипломатический ранг
Чрезвычайный и полномочный посланник II ранга